# Fishtrap Cove
Die Fishtrap Cove (englisch für Reusenbucht, in Argentinien gleichbedeutend Caleta Trampera) ist eine kleine Bucht an der Südwestküste der Stonington-Insel vor der Fallières-Küste des Grahamlands auf der Antarktischen Halbinsel. Sie liegt 230 m nordwestlich des Boulder Point.
Erstmals vermessen wurde die Bucht bei der United States Antarctic Service Expedition (1939–1941). Der Falkland Islands Dependencies Survey nahm zwischen 1946 und 1947 eine erneute Vermessung vor und benannte sie so, da die Bucht für das Aufstellen von Fischfallen genutzt wurde.